# Seleção Norte-Irlandesa de Futebol
A Seleção Norte-Irlandesa de Futebol representa a Irlanda do Norte nas competições de futebol da FIFA.

## História
Não existe nas competições olímpicas; nelas, os norte-irlandeses competem juntamente com os ingleses, escoceses e galeses pelo Reino Unido, cuja seleção obteve (como Grã-Bretanha) as medalhas de ouro nos Olímpicos de 1900, nos Jogos Olímpicos de 1908 e nos Jogos Olímpicos de 1912, apesar de formada basicamente por amadores ingleses.
Com a eleição de Londres como sede dos Jogos de 2012, surgiu a cogitação de que a Seleção Britânica voltasse para disputar a competição (não disputa as qualificações desde 1971). As federações de futebol da Escócia, País de Gales e Irlanda do Norte recusaram ceder seus jogadores, e decidiu-se amigavelmente que a seleção do Reino Unido competisse apenas com ingleses.
Participou de 3 Copas do Mundo (1958,1982 e 1986), sendo igualada em 2002 pela Irlanda (que já tinha disputado as de 1990 e 1994). Os rivais do sul, entretanto, levam a vantagem por terem conseguido participar de duas Eurocopas (as de 1988 e 2012), torneio que os norte-irlandeses jamais haviam se qualificado até então. Ambas as Seleções têm uniforme similar: camisas e meias verdes e calças brancas, cores nacionais da Ilha da Irlanda, e também utilizadas pela Seleção Irlandesa que existiu entre 1882 e 1950, precursora oficial da Seleção Norte-Irlandesa.
Depois de um período enfrentando decadência futebolística, o selecionado norte-irlandês obteve a classificação inédita para uma fase final de Eurocopa com uma vitória por 3 a 1 contra a Grécia, gols marcados por Steven Davis (2 vezes) e Josh Magennis.
Alguns de seus jogadores mais celebrados são: o meia Danny Blanchflower, líder da equipe na Copa de 58; o goleiro Pat Jennings, um veterano nos mundiais de 82 e 86 (detinha o recorde de ser o mais velho das Copas antes de Roger Milla); o temperamental meia-atacante Keith Gillespie e o atacante George Best, que, embora não tenha jogado nenhuma Copa, é não só o melhor futebolista norte-irlandês, como também foi eleito o melhor jogador britânico da história (superando o inglês Bobby Charlton, campeão mundial em 1966). Best, entretanto, não conseguiu jogar nenhum torneio oficial pela Irlanda do Norte; Gerry Armstrong, autor do gol da vitória histórica de 1 x 0 sobre a anfitriã Espanha na Copa de 1982, que permitiu a classificação norte-irlandesa para a segunda fase (quando foi superada pela França de Platini); e Martin O'Neill, capitão neste mundial. Em 1986, no México, a Espanha deu o troco nos norte-irlandeses, que foram eliminados na primeira fase (ambas as seleções estiveram no Grupo D - do Brasil - que ainda tinha as "Raposas" da Argélia na lanterna).
Curiosidades: até o mundial de 1994, quando Milla disputou o torneio aos 42 anos de idade, a seleção da Irlanda do Norte detinha o jogador mais velho (Pat Jennings, que disputou o mundial de 1986 aos 41 anos) e também o mais novo (Norman Whiteside, aos 17 anos em 1982, superando em alguns dias a marca de Pelé em 1958) das Copas. Este último recorde se mantém até hoje. Billy Bingham é o único presente nos três mundiais da Seleção: o de 1958 como jogador e os outros dois como treinador.
O Estandarte do Ulster, utilizado oficialmente como Bandeira da Irlanda do Norte entre 1953 e 1972, ainda é usado para representar as Seleções Norte-Irlandesas esportivamente, apesar de desde então a bandeira oficial ser a do Reino Unido.

## Símbolos
A Irlanda do Norte sempre jogou (ou pelo menos desde que não é mais a Irlanda) com roupas verdes, shorts brancos e meias verdes. Pelo menos até o final da década de oitenta essas eram as duas únicas cores que a seleção nacional usava, criando muitas confusões com o homólogo independente, também verde com calção branco. Na realidade, a velha e histórica Irlanda vestiu suas primeiras vezes em azul, adotando o verde apenas para não se confundir com a Escócia, mas desde a criação da Seleção Eire a seleção sempre foi verde. A situação melhorou apenas ligeiramente nos últimos anos, adotando-se cada vez com mais frequência (mas nem sempre) um azul meia-noite mais ou menos vistoso, em conjugação com a utilização do laranja em pequenas partes pela Eire. O uso do azul era mais ou menos conspícuo, desde espirais e desenhos de xadrez bastante marcados, até pequenas bordas nas mangas. Nos últimos anos, geralmente são utilizados azuis meia-noite ou pinceladas nos ombros ou nas laterais da camisa.
O segundo uniforme costuma ser branco, mas não faltaram camisas azuis, pretas ou azuis claras. Atualmente  o segundo uniforme voltou a ser branco, dada a forte tonalidade de verde da primeira camisa.
Como brasão, pelo menos até 1946 a seleção nacional usava uma cruz celta no peito e uma harpa no centro, símbolos típicos da Irlanda. Este foi interrompido, provavelmente para se opor à seleção nacional da FAI que usava o mesmo brasão, apenas entre 1946-51, colocando um escudo branco com três trevos. A partir de 1957 sempre usou o brasão federativo, que se manteve quase inalterado, cruz celta azul com bordas douradas e trevo na ponta dos braços. Somente em 1977 ele vestiu uniformes sem brasões com uma vistosa cruz celta estilizada no centro.

## Uniforme
- Camisa verde, calção branco e meiões verdes;
- Camisa branca, calção azul e meiões azuis claros.

### 1.º Uniforme
| 1922-30 | 1931-46 | 1957-64   | 1965-74 | 1977-83 | 1996-98        |
| 2010-12 | 2014-15 | 2015–2016 | 2016–18 | 2018-20 | 2019- presente |

### 2.º Uniforme
| 1922-1930 | 1958 | 1982    | 1986    | 1995-98        |
| 2014-2015 | 2015 | 2015-17 | 2018-19 | 2019- presente |

### 3.º Uniforme
| 1922-31 | 2016-19 |

### Fabricação
| Marca   | Período   |
| ------- | --------- |
| Umbro   | 1975–1977 |
| Adidas  | 1977–1990 |
| Umbro   | 1990–1994 |
| ASICS   | 1994–1998 |
| Olympic | 1998–1999 |
| Patrick | 1999–2004 |
| Umbro   | 2004–2012 |
| Adidas  | 2012–     |

## Campanhas de destaque
- Copa do Mundo: 8º lugar - 1958